# سوزان اولسن
سوزان اولسن (بالإنجليزية: Susan Olsen)‏ هي مقدمة برامج إذاعية وممثلة أمريكية، ولدت في 14 أغسطس 1961 في الولايات المتحدة.

## وصلات خارجية
- سوزان اولسن على موقع IMDb (الإنجليزية)
- سوزان اولسن على موقع ألو سيني (الفرنسية)
- سوزان اولسن على موقع إن إن دي بي (الإنجليزية)
- سوزان اولسن على موقع قاعدة بيانات الفيلم (الإنجليزية)
- سوزان اولسن على موقع كينوبويسك (الروسية)